# Ophyra nigrisquama
Ophyra nigrisquama är en tvåvingeart som beskrevs av Stein 1910. Ophyra nigrisquama ingår i släktet Ophyra och familjen husflugor. Inga underarter finns listade i Catalogue of Life.